# Четка
Четка је алат или прибор који се користи за фарбање, сликање, кречење или за одржавање хигијене. Четке користе молери, сликари и др. Четком се наноси боја на одређену површину (зид или платно) приликом бојења (фарбања), кречења или да се нечистоће одстране са неких површина при чишћењу.
Она обично има дрвену дршку, на чијем се једном крају налазе длаке или вештачка влакна. По облику четке могу бити дугуљасте или пљоснате, а по димензијама мање или веће или са краћим и дужим дршкама. За мање четке се користи назив четкица.
Раније су четке производили (правили) мајстори четкари, а данас их производе (индустријски) четкарске радионице или специјализовани погони неких фабрика.

## Врсте четки
- Молерске четке за наношење боје на зидове. Четком се рукује тако што се део са влакнима потопи у боју за фарбање зида (кречење), а затим се равномерно наноси боја на зид.
- Сликарске четке су мањих димензија и служе за наношење боје на сликарско платно и обично су дугуљастог облика. За сликарске четке се још користи назив кист или кичица.
- Четке за чишћење могу бити разних облика и димензија и служе за чишћење подова, зидова и других површина. Овим четкама се може на суво скидати нечистоћа са површина или се мокрим поступком перу упрљане површине. Посебна врста су четке за рибање пода или рибаће четке.
- Постоје и четке за обућу којима се скидају грубе нечистоће са обуће, наноси крема (ималин) на обућу или се она „гланца“ после чишћења и мазања.
- Четке мањих димензија и посебног облика намењене за прање зуба називају се четкице за зубе.
- Четке за бријање којима се пена наноси на браду пре бријања.
- Фарбарске четке се користе за фарбање разних предмета лаком и уљаним фарбама (бојама).
- Фризерске четке служа за скидање длака са одела после шишања.
- Хируршке четке или четке за прање руку служе да њима хирурзи пре операције перу руке.
- Четке за купање се користе за прање (трљање) леђа.
- Четке за четкање фризуре (косе).
- Четке за прање посуђа служе за посуђе, а постоје посебне и дугачке (и танке) четке за прање флаша.
- Партвиши (пајалице) се користе за скидање паучине са зидова и предмета.